# Flavius Daniliuc
Flavius David Daniliuc (Viena, 27 de abril de 2001) es un futbolista austriaco que juega de defensa en el Hellas Verona F. C. de la Serie A.

## Trayectoria
Comenzó su carrera deportiva como sénior en el Bayern de Múnich II en 2019, al que ingresó en sus categorías inferiores en 2015, procedente del Real Madrid, siendo uno de los casos de los fichajes de jugadores menores de edad por los que el club madrileño fue sancionado en 2016.
Con el filial del Bayern debutó el 26 de julio, en un partido de la 3. Liga frente al K. F. C. Uerdingen 05.
El 18 de junio de 2020 fichó por el O. G. C. Niza, debutando en la Ligue 1 el 20 de septiembre en la derrota por 0-3 frente al Paris Saint-Germain.
Después de algo más de dos años en el equipo francés, se marchó a la U. S. Salernitana 1919 a finales de agosto de 2022. En este equipo estuvo temporada y media antes de ser prestado al Red Bull Salzburgo en enero de 2024 y al Hellas Verona F. C. el siguiente mes de agosto.

## Selección nacional
Fue internacional sub-15, sub-16, sub-17, sub-18, sub-19 y sub-21 con la selección de fútbol de Austria.

### Participaciones en Eurocopas
| Copa          | Sede     | Resultado        | Partidos | Goles |
| ------------- | -------- | ---------------- | -------- | ----- |
| Eurocopa 2024 | Alemania | Octavos de final | 0        | 0     |

## Clubes
| Club                         | País     | Año       |
| ---------------------------- | -------- | --------- |
| Bayern de Múnich II          | Alemania | 2019-2020 |
| O. G. C. Niza                | Francia  | 2020-2022 |
| U. S. Salernitana 1919       | Italia   | 2022-act. |
| Red Bull Salzburgo (cedido)  | Austria  | 2024      |
| Hellas Verona F. C. (cedido) | Italia   | 2024-act. |